# Fort Necessity
 (novembre 2023).
Si vous disposez d'ouvrages ou d'articles de référence ou si vous connaissez des sites web de qualité traitant du thème abordé ici, merci de compléter l'article en donnant les références utiles à sa vérifiabilité et en les liant à la section « Notes et références ».
Fort Necessity (Fort Nécessité en français) fut l'un des premiers forts qu'utilisèrent les troupes britanniques pour se défendre des attaques françaises durant la Guerre de la Conquête. Il fut construit par George Washington en 1754 après la bataille de Jumonville Glen avec l'intention de freiner l'avance française en Ohio Country. Le fort fut attaqué peu de mois après sa construction, le 3 juillet 1754. Cet affrontement est aujourd'hui connu sous le nom de Bataille de Fort Necessity. Cette dernière fut l'unique défaite de George Washington sur le champ de bataille et elle se termina par la destruction du fort.

## Conception et construction
Le fort fut construit dans une clairière, dans une dépression du terrain. Il était très simple d'un point de vue conceptuel et mesurait approximativement 3 mètres sur 4. Le toit était constitué de simples peaux d'animaux pour le protéger des intempéries. Le fort était entouré d'une palissade de forme circulaire qui mesurait entre 2 et 2,50 mètres de hauteur et qui faisait 16 mètres de diamètre. Il était situé entre deux ruisseaux. Il fallut seulement cinq jours pour le construire.

## Histoire
Après avoir échoué dans son intention de construire un fort sur l'Ohio en janvier 1754, le gouverneur de Virginie, Robert Dinwiddie envoie le colonel George Washington superviser la construction d'une route à travers la forêt jusqu'à la rivière Monongahela dans le but de faciliter le transport de troupes dans la région. Une fois achevée, Washington et son groupe arrivent à Great Meadows, lieu qu'ils considèrent comme un bon site pour s'arrêter et camper. Les indiens alliés aux britanniques les informent qu'un groupe de soldats français s'approche de leur position et risque de les encercler. De fait, Washington prend quarante hommes sous ses ordres pour contrer cette avancée française. Dans la matinée du 28 mai, Washington rencontre le groupe de français, mené par Joseph Coulon de Jumonville de Villiers, et l'attaque. Durant la bataille de Jumonville Glen, dix militaires français meurent et beaucoup d'autres sont capturés. Après ce combat, Tanacharison attaque et tue de Villiers. Cette escarmouche marque le commencement de la Guerre de la Conquête.
Après être retourné à Great Meadows, Washington décide de renforcer sa position. Il fait construire un magasin pour conserver les vivres et entreposer les armes et munitions dont dispose Fort Necessity. Par la suite, il fait ériger une palissade pour protéger ces vivres. Le 12 juin, Washington est à la tête de 293 colons et 100 autres soldats réguliers. Washington passe tout le reste du mois de juin à élargir et prolonger la route de plus en plus loin du fort vers la Monongahela.

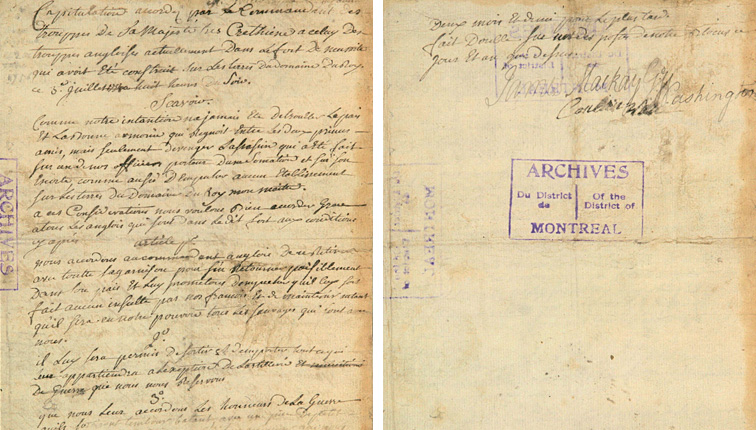
Acte de capitulation du Fort Necessity signé par George Washington

Le 3 juillet, 600 militaires français et 100 indiens, dirigés par Louis Coulon de Villiers, frère de de Jumonville, attaquent le fort. Toute la journée une pluie intense inonde et embourbe la dépression dans laquelle se situe le fort, ce qui rend particulièrement difficile la défense de celui-ci. En effet, l'eau rend inutilisable la poudre nécessaire au fonctionnement des armes à feu. De plus, les indiens alliés à Washington ont quitté le fort plusieurs jours avant prétextant qu'il n'offre pas de bonnes défenses. À la fin de la journée, après avoir fait face à une intense attaque, Washington doit rendre les armes sans savoir que les Français eux-mêmes sont sur le point de se retirer du champ de bataille. Acceptant le traité de reddition, il est contraint d'évacuer le fort avec le restant de ses hommes le 4 juillet, après quoi les Français le détruisent.
Dernièrement, le fort a été reconstruit et déclaré site national d'un champ de bataille (National Battlefield Site).

## Sources
- (es) Cet article est partiellement ou en totalité issu de l’article de Wikipédia en espagnol intitulé « Fort Necessity » (voir la liste des auteurs).

### Ouvrages anglophones
- (en) Robert Leckie, A few acres of snow : the saga of the French and Indian wars, New York Chichester, Wiley, 2006, 388 p. (ISBN 978-0-785-82100-7).
- (en) Stotz, Charles Morse, Outposts Of The War For Empire: The French And English In Western Pennsylvania: Their Armies, Their Forts, Their People 1749-1764, Pittsburgh, University of Pittsburgh Press, 2005,  (ISBN 0-8229-4262-3).